# Мермерна палата
Мермерна палата (рус. Мраморниј дворец) је једна од првих неокласичних палата у Санкт Петербургу, Русија. Налази се између Марсовог поља и Дворског кеја.

## Дизајн и власници пре 1917.
Палата је подигнута као поклон царице Катарине Велике за грофа Григорија Орлова, њеног миљеника и најмоћнијег руског племића 1760-их. Изградња је почела 1768. године по нацрту Антонија Риналдија који је претходно помогао у украшавању велике палате у Казерти близу Напуља. Изградња је трајала је 17 година.
Комбинација раскошне орнаментике комбинвоана са строгом монументалношћу класицизма, какву је практиковао Риналди, може се приписати његовом ранијем раду под Луиђијем Ванвителијем у Италији.
Палата је добила име по својој раскошној декорацији у широком спектру полихромних мермера.
Фински гранит грубог зрна употребљен је у приземљу и постављен је у суптилном контрасту са углачаним ружичастим карелијским мермером пиластара и белим уралским мермером капитела и фестона. Коришћен је и плавичасто сиви уралски мермера те талински доломит за украсне урне. Укупно 32 различите нијансе мермера коришћене су за украшавање палате.
План здања је трапезоидног облика. Свака од његове четири фасаде, иако стриктно симетрична, има другачији дизајн. Једна од фасада крије увучено двориште, где је између 1937. и 1992. године био изложен Лењинов оклопни аутомобил током Октобарске револуције. Данас двором доминира коњичка статуа императора Александра III, најпознатије дело вајара Паола Трубецког.
Федот Шубин, Михаил Козловски, Стефано Торели и други руски и страни мајстори украшавали су унутрашњост палате шареним мермерима, штукоом и статуама. Након смрти првобитног власника царица Руске империје је купила палату за своје наследнике. У периоду 1797-1798 – објекат је дат у закуп Станиславу II Августу, последњем пољском краљу. Након тога, палата је припадала великом кнезу Константину Павловичу и његовим наследницима из огранка  династије Романових.
Године 1843. велики кнез Константин Николајевич је одлучио да преуреди здање, преименовао је палату у Константинова палата и ангажовао је Александра Брулова за архитекту. Суседна црква и друге помоћне зграде су потпуно обновљене, док је унутрашњост палате реновирана, у складу са еклектичним укусима новог власника. Само главно степениште и мермерна сала су преостали након реконструкције.

## Употреба у совјетском периоду и данас
Током совјетске ере, у палати су се сукцесивно налазили Министарство рада (од. 1917. до 1919) потом Академија материјалне културе (1919–36 ) и главни месни огранак московске Централе (тј. Националног) Лењиновог музеја (1937– 1991).
Тренутно, у палати су смештене сталне поставке Руског државног музеја, посебно „Страни уметници у Русији (18. и 19. век)“ и „Музеј Петра Лудвига у Руском музеју“, на којима се налазе платна Ендија Ворхола и друга дела поп уметности.